# Джерманьяно
Джерманьяно (итал. Germagnano) — коммуна в Италии, располагается в регионе Пьемонт, в провинции Турин.
Население составляет 1291 человек (2008 г.), плотность населения составляет 92 чел./км². Занимает площадь 14 км². Почтовый индекс — 10070. Телефонный код — 0123.
Покровителем коммуны почитается святой Грат Аостский, празднование 7 сентября.

## Демография
Динамика населения:

## Администрация коммуны
- Официальный сайт: